# Done with Mirrors Tour
Done With Mirrors Tour fue una gira alrededor de Estados Unidos, de la banda estadounidense de Hard rock, Aerosmith, que duró desde agosto de 1985 hasta agosto de 1986. El álbum de soporte de la gira fue Done With Mirrors que marcó el regreso de la banda, lanzado en noviembre de 1985.

## Preparación
Esta gira fue la segunda gira de la banda después de la reunión de la clásica línea de Aerosmith en 1984. En agosto y septiembre de 1985, la banda realizó algunos shows de calentamiento (sobre todo en lugares al aire libre en los mercados donde la banda era fuerte) como una vista previa antes de su nuevo álbum fue puesto en libertad. Tras el lanzamiento de su álbum de regreso, Done with Mirrors en noviembre de 1985, la banda comenzó el tour principal en enero de 1986, donde la banda tocó en escenarios de todo el país hasta mayo de ese año, con un par de shows completando el recorrido en junio y agosto. El recorrido se limitaba estrictamente a los Estados Unidos, y en general fue un éxito, con la banda tocando en muchos mercados para los stands de dos noches e incluso actuar en grandes estadios, como Sullivan Stadium en su ciudad natal de Massachusetts. Sin embargo, con el disco sólo se va de oro y no cumplir las expectativas comerciales, era obvio que la banda necesitaba un registro de gran éxito y no podía seguir confiando en gira solo. Sólo meses después de finalizar la gira, la banda experimentó un resurgimiento en popularidad con la nueva versión del éxito "Walk This Way" de Run-DMC con el cantante Steven Tyler y el guitarrista Joe Perry. Mientras tanto, los miembros de la banda entraron en rehabilitación de drogas y comenzaron a trabajar en su próximo álbum, el gran éxito multiplatino Permanent Vacation (1987), un álbum importante para Aerosmith.

## Fechas del tour

### Primera Etapa: Tour Previo
- 23 de agosto de 1985: Alpine Valley Music Theatre - East Troy, WI
- 24 de agosto de 1985: Pine Knob Music Theater - Clarkston, MI
- 25 de agosto de 1985: Silver Stadium - Rochester, NY
- 27 de agosto de 1985: Saratoga Performing Arts Center - Saratoga Springs, NY
- 2 de septiembre de 1985: Compton Terrace Amphitheater - Phoenix
- 14 de septiembre de 1985: Manning Bowl - Lynn, MA
- 22 de septiembre de 1985: Neal S. Blaisdell Arena - Honolulu, HI
- 6–7 de noviembre de 1985: Orpheum Theater - Boston, Massachusetts (shoot of video for "Let the Music Do the Talking")

### Segunda Etapa
- 17 de enero de 1986:  Seattle Center Coliseum - Seattle, WA
- 19 de enero de 1986:  Spokane Coliseum - Spokane, WA
- 20 de enero de 1986:  Memorial Coliseum - Portland, OR
- 21 de enero de 1986:  Gill Coliseum - Medford, OR
- 23 de enero de 1986:  Lawlor Events Center - Reno, NV
- 24 de enero de 1986:  Cow Palace - Daly City, CA
- 27 de enero de 1986:  Selland Arena - Fresno, CA
- 28 de enero de 1986:  Bakersfield Centennial Garden - Bakersfield, CA
- 29 de enero de 1986:  Bakersfield Centennial Garden - Bakersfield, CA
- 30 de enero de 1986:  Thomas & Mack Center - Las Vegas, NV
- 31 de enero de 1986:  Los Angeles Memorial Sports Arena - Los Angeles, CA
- 1 de febrero de 1986: Orange Pavilion - San Bernardino, CA
- 3 de febrero de 1986: Tingley Coliseum - Albuquerque, NM
- 5 de febrero de 1986: El Paso County Coliseum - El Paso, TX
- 6 de febrero de 1986: Lubbock Municipal Coliseum - Lubbock, TX
- 8 de febrero de 1986: Cajundome - Lafayette, LA
- 11 de febrero de 1986: Memorial Coliseum - Corpus Christi, TX
- 12 de febrero de 1986: Freeman Coliseum - San Antonio, TX
- 14 de febrero de 1986: Ector County Coliseum - Odessa, TX
- 15 de febrero de 1986: Myriad Convention Center - Oklahoma City, OK
- 16 de febrero de 1986: Amarillo Civic Center - Amarillo, TX
- 18 de febrero de 1986: Beaumont Civic Center - Beaumont, TX
- 20 de febrero de 1986: Reunion Arena - Dallas, TX
- 21 de febrero de 1986: The Summit - Houston, TX

### Tercera Etapa
- 7 de marzo de 1986: Capital Centre - Landover, MD
- 8 de marzo de 1986: Spectrum - Philadelphia, PA
- 11 de marzo de 1986: Worcester Centrum - Worcester, MA
- 12 de marzo de 1986: Worcester Centrum - Worcester, MA
- 14 de marzo de 1986: Wicomico Youth and Civic Center - Salisbury, MD
- 15 de marzo de 1986: New Haven Coliseum - New Haven, CT
- 16 de marzo de 1986: Springfield Civic Center - Springfield, MA
- 18 de marzo de 1986: Providence Civic Center - Providence, RI
- 19 de marzo de 1986: Onondaga War Memorial - Syracuse, NY
- 20 de marzo de 1986: Civic Arena - Pittsburgh, PA
- 22 de marzo de 1986: Norfolk Scope - Norfolk, VA
- 23 de marzo de 1986: Richmond Coliseum - Richmond, VA
- 25 de marzo de 1986: Omni Coliseum - Atlanta, GA[2]
- 26 de marzo de 1986: Lakeland Civic Center - Lakeland, FL
- 28 de marzo de 1986: Hollywood Sportatorium - Pembroke Pines, FL
- 29 de marzo de 1986: Lee County Civic Center - North Fort Myers, FL
- 30 de marzo de 1986: Jacksonville Memorial Coliseum - Jacksonville, FL
- 1 de abril de 1986: Nashville Municipal Auditorium - Nashville, TN
- 2 de abril de 1986: James White Civic Coliseum - Knoxville, TN
- 3 de abril de 1986: Freedom Hall - Johnson City, TN
- 4 de abril de 1986: Charlotte Coliseum - Charlotte, NC
- 5 de abril de 1986: Glens Falls Civic Center - Glens Falls, NY
- 8 de abril de 1986: Madison Square Garden - New York City, NY
- 10 de abril de 1986: Hersheypark Arena - Hershey, PA
- 12 de abril de 1986: Brendan Byrne Arena - East Rutherford, NJ
- 13 de abril de 1986: Stabler Arena - Bethlehem, PA
- 15 de abril de 1986: Glens Falls Civic Center - Glens Falls, NY
- 16 de abril de 1986: Cumberland County Civic Center - Portland, ME
- 20 de abril de 1986: Tarrant County Convention Center - Fort Worth, TX
- 23 de abril de 1986: Memorial Coliseum - Corpus Christi, TX
- 24 de abril de 1986: Freeman Coliseum - San Antonio, TX

### Cuarta Etapa
- 1 de mayo de 1986: Broome County Veterans Memorial Arena - Binghamton, NY
- 2 de mayo de 1986: Louis J. Tullio Arena - Erie, PA
- 4 de mayo de 1986: Rochester Community War Memorial - Rochester, NY
- 5 de mayo de 1986: Rochester Community War Memorial - Rochester, NY
- 6 de mayo de 1986: Toledo Sports Arena - Toledo, OH
- 8 de mayo de 1986: Rosemont Horizon - Rosemont, IL
- 9 de mayo de 1986: Met Center - Bloomington, MN
- 11 de mayo de 1986: Peoria Civic Center - Peoria, IL
- 12 de mayo de 1986: Five Seasons Center - Cedar Rapids, IA
- 14 de mayo de 1986: Omaha Civic Auditorium - Omaha, NE
- 16 de mayo de 1986: Battelle Hall - Columbus, OH
- 17 de mayo de 1986: Market Square Arena - Indianápolis, IN
- 18 de mayo de 1986: Wings Stadium - Kalamazoo, MI
- 19 de mayo de 1986: Wings Stadium - Kalamazoo, MI
- 20 de mayo de 1986: Wendler Arena - Saginaw, MI
- 22 de mayo de 1986: Joe Louis Arena - Detroit, MI
- 23 de mayo de 1986: Richfield Coliseum - Cleveland, OH
- 24 de mayo de 1986: Riverbend Music Center - Cincinnati, OH
- 26 de mayo de 1986: Iowa State Fairgrounds - Des Moines, IA
- 27 de mayo de 1986: Kiel Auditorium - St Louis, MO
- 30 de mayo de 1986: Alpine Valley Music Theatre - East Troy, WI

### Quinta Etapa
- 5 de junio de 1986: Roanoke Civic Center - Roanoke, VA
- 6 de junio de 1986: Carolina Coliseum - Columbia, SC
- 25 de junio de 1986: Hartford Civic Center - Hartford, CT
- 3 de agosto de 1986 : Spectrum - Philadelphia, PA
- 25 de agosto de 1986: Empire Expo Center - Syracuse, NY
- 31 de agosto de 1986: Sullivan Stadium - Foxborough, MA[3]